# ستون پرنده

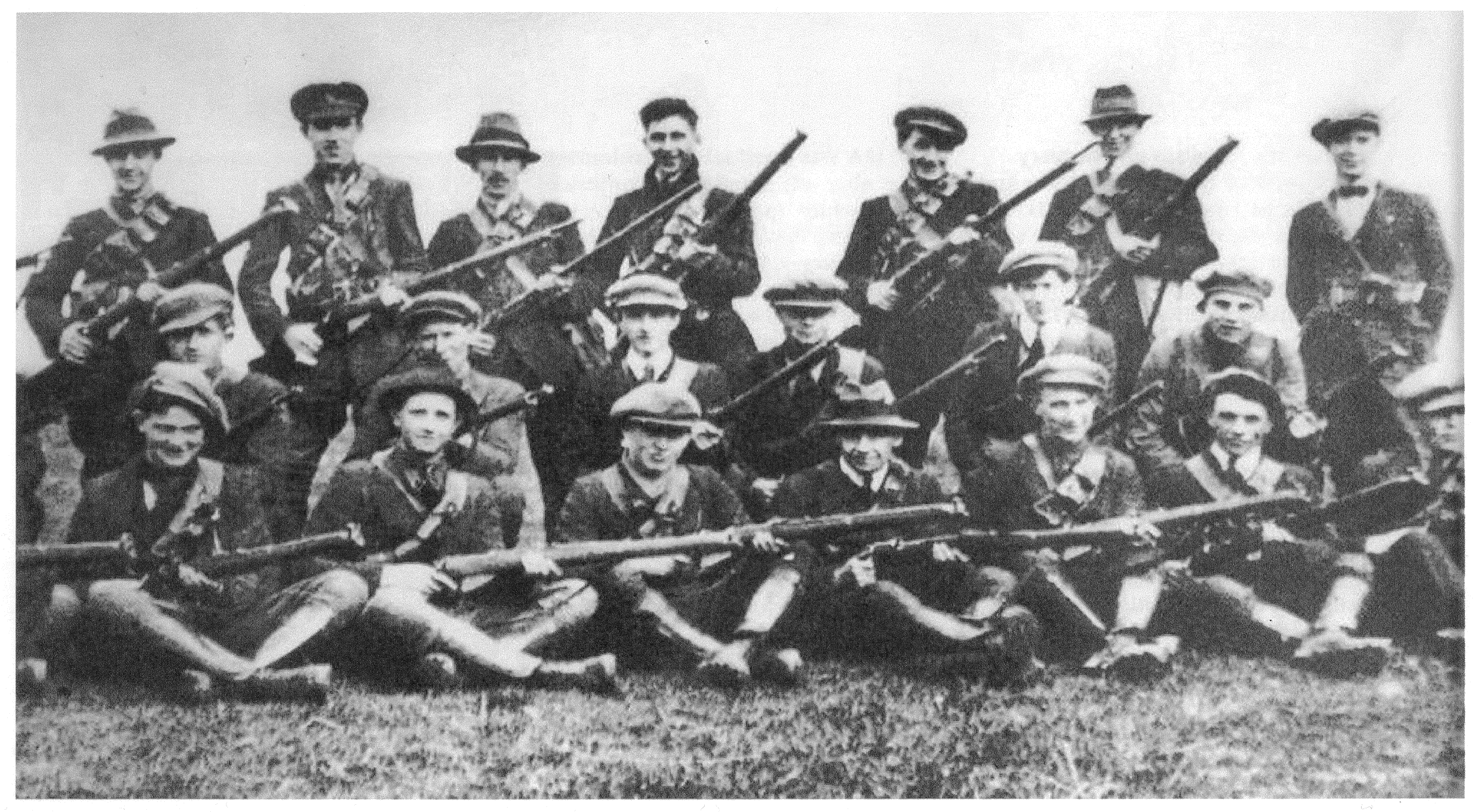
ستون پرنده شماره ۲ شان هوگان، تیپ ۳ تیپراری، در طول جنگ استقلال ایرلند.

ستون پرنده (انگلیسی: Flying column) یک واحد زمینی نظامی کوچک، مستقل و با قابلیت تحرک سریع است و معمولاً از تسلیحات ترکیبی استفاده می‌کند. این یگان اغلب یک واحد موقت است که در طول عملیات تشکیل می‌شود.
این اصطلاح معمولاً، هرچند نه لزوماً، برای نیروهایی کمتر از قدرت یک تیپ به کار می‌رود. از آنجایی که تحرک، هدف اصلی آن است، یک ستون پرنده با حداقل تجهیزات همراه است و عموماً از حمل و نقل سریع مناسب استفاده می‌کند. از نظر تاریخی، در ستون‌های پرنده از اسب‌ها استفاده می‌شد و در دوران مدرن کامیون‌ها و هلیکوپترها جایگزین آنها شدند.

## تاریخچه
ستون‌های پرنده توسط سان تزو در کتاب هنر جنگ خود به گونه‌ای ذکر شده است که نشان می‌دهد در زمان نگارش او مفهوم جدیدی نبوده است. این قدمت حداقل به اواسط قرن ششم قبل از میلاد و احتمالاً اواخر قرن هشتم قبل از میلاد برمی‌گردد.
ارتش روم در اوایل دوران امپراتوری از ستون‌های پرنده به خوبی استفاده می‌کرد. یکی از این فرماندهان، پروکنسول ژرمنیکوس ژولیوس سزار، در مراحل اولیه لشکرکشی علیه یکی از بزرگ‌ترین دشمنان روم، آرمینیوس، از ستون‌های پرنده به‌طور مؤثری استفاده کرد. پیشاهنگان، مهاجمان و نیروهای محافظ علیه قبایل ژرمنی که مسئول نابودی سه لژیون رومی (هفدهم، هجدهم و نوزدهم) در نبرد جنگل توتبورگ بودند، مورد استفاده قرار گرفتند.
کماندوهای بوئر در آفریقای جنوبی قرن هفدهم تا بیستم را می‌توان نوعی ستون پرنده (برخلاف کماندوها به معنای جدیدتر) دانست. ستون‌های متحرکی که توسط نیروهای امپراتوری بریتانیا در جنگ بوئر دوم ۱۸۹۹–۱۹۰۲ علیه نیروهای بوئر به کار گرفته می‌شدند، معمولاً به اندازه دو گردان پیاده‌نظام، یک آتشبار توپخانه و یک اسکادران سواره‌نظام بودند، تقریباً نیمی از یک تیپ مختلط.
ستون‌های پرنده همچنین در جنگ‌های چریکی مورد استفاده قرار گرفته‌اند، به ویژه واحدهای مسلح متحرک ارتش جمهوری‌خواه ایرلند در طول جنگ استقلال ایرلند ۱۹۱۹–۱۹۲۱. در این دوره، موفق‌ترین ستون‌های پرنده ایرلندی از نظر تلفات وارده به پلیس و ارتش، ستون‌های کانمارا غربی، مایو جنوبی و مایو غربی به فرماندهی مایکل کیلروی بودند.
در سال ۱۹۱۹، افسر لهستانی، استانیسلاو ماچک، یک گروهان پرنده متشکل از پیاده‌نظام کارآزموده در نبرد ایجاد کرد که از اسب‌ها برای تحرک و مسلسل‌های زیادی برای قدرت آتش استفاده می‌کرد. آنها بخشی از لشکر ۴ پیاده لهستان بودند.
در دهه ۱۹۲۰، طرح دفاعی شماره ۱، پاسخ پیشنهادی کانادا به تهاجم ایالات متحده، سرهنگ دوم جیمز ساترلند براون پیشنهاد «اعزام فوری ستون‌های پرنده به محض اعلام جنگ» را به منظور مقابله با تهاجم از طریق مرز و اجرای راهبرد زمین سوخته ارائه داد، که ایالات متحده را مجبور به اختصاص منابع نظامی به دفاع از شهرهای شمالی خود کرد.
در طول جنگ عراق و انگلستان در سال ۱۹۴۱ و اندکی پس از آن، نیروهای بریتانیایی ستون‌های پرنده‌ای با نام‌های رمز کینگکول، مرکول و گوکول را به کار گرفتند. کینگکول از اردن و فلسطین به داخل عراق پیشروی کرد.

## Further reading
- Jim Maher (1988). The Flying Column – West Kilkenny 1916–1921. Geography Publications.
- مشارکت‌کنندگان ویکی‌پدیا. «Flying column». در دانشنامهٔ ویکی‌پدیای انگلیسی، بازبینی‌شده در ۲ اوت ۲۰۲۵.